# باولو دوارتي (كاتب)
باولو دوارتي (بالبرتغالية: Paulo Duarte‏) هو عالم آثار وصحفي وكاتب برازيلي، ولد في 17 نوفمبر عام 1899 في ساو باولو في البرازيل، وتوفي بنفس المكان في 23 مارس عام 1984.